# Aree urbane più popolose dell'Unione europea

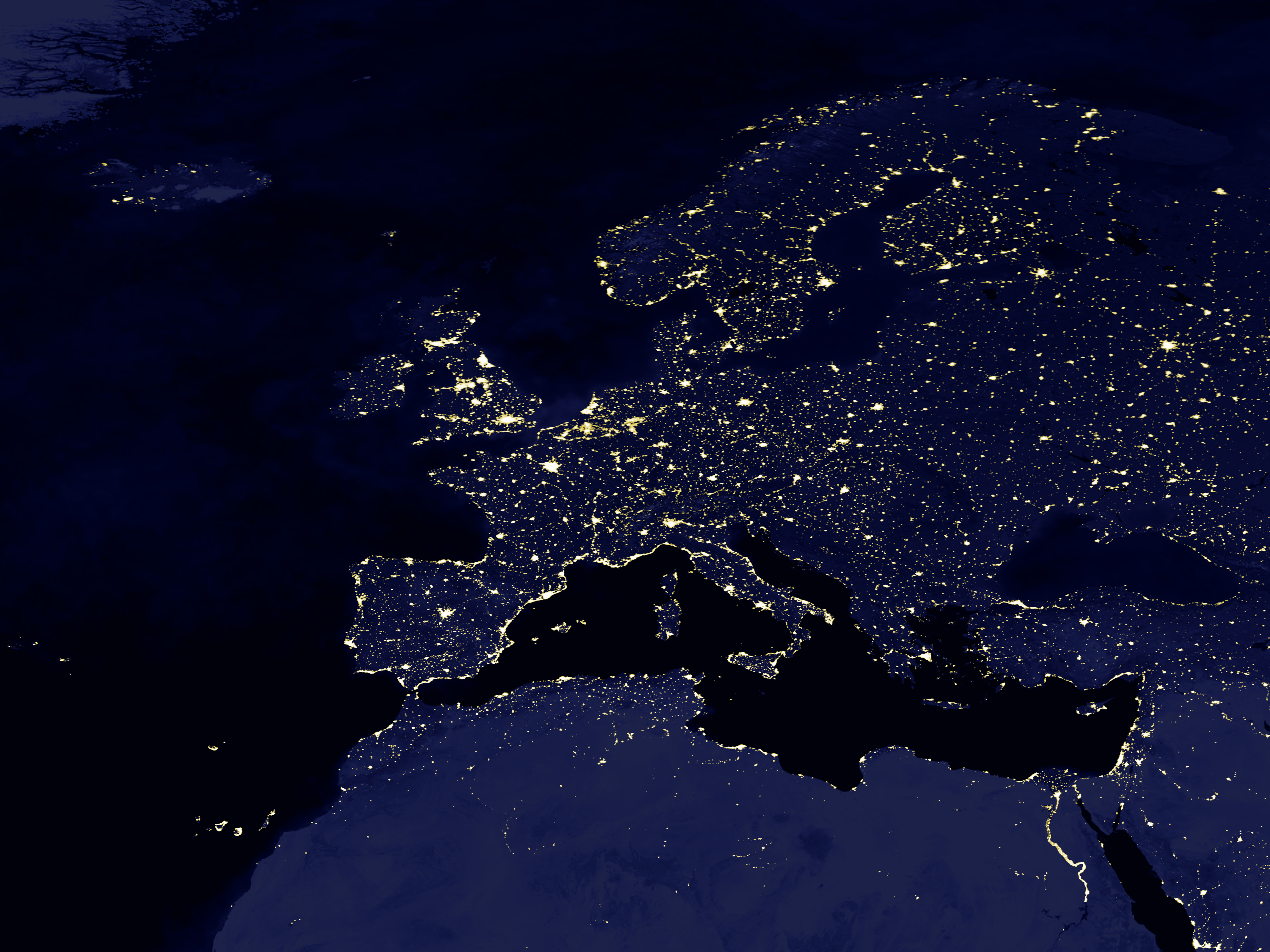
Immagine satellitare notturna dell'Europa.

Banana blu, Banana dorata e Banana verde in Europa.

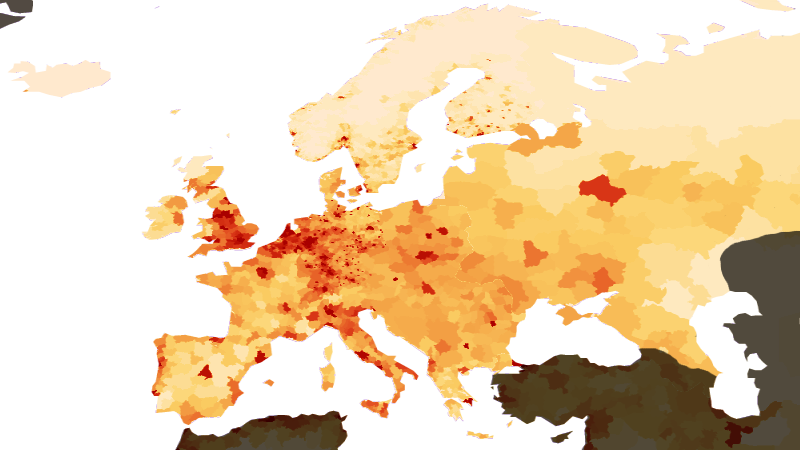
Densità di popolazione dell'Europa.

Lo sviluppo urbano dell'Europa ha avuto, storicamente, caratteri diversi (mondo antico e mondo moderno). L'area urbana è il territorio formato da una città, a partire dal comune in cui è sito il centro storico, ma comprendente anche le municipalità vicine (sobborghi) e, in alcuni casi, le cosiddette città satellite.
Alcune città comprendono, all'interno del proprio territorio municipale, l'intera area urbana o buona parte di essa, come Londra, Berlino o Roma; mentre altre, come Parigi, Madrid, Napoli o Milano, si sono notevolmente espanse nei comuni vicini e le aree urbane risultano, quindi, ben "più grandi" rispetto alla popolazione della città vera e propria.

## Storia
Le prime agglomerazioni importanti si sono sviluppate nell'età antica lungo le coste del mar Mediterraneo. L'Impero Romano, in questo periodo, crea una cultura urbana su tutto il suo vastissimo territorio mentre Roma, la città di cui l'antico nome Urbs non a caso rappresenta la radice etimologica della parola urbanesimo, raggiunge una popolazione di oltre 1.000.000 di abitanti nel II secolo dopo Cristo, un numero record che sarà raggiunto da Londra soltanto nel 1801.
Nell'Alto Medioevo la città più grande del continente fu Cordova, capitale dell'Andalusia musulmana, con una popolazione di 450.000 abitanti nell'anno 1000), invece, nel Basso Medioevo, Palermo, con 150.000 abitanti a inizio XIII secolo; Napoli, con 300.000 abitanti nella prima metà del XVI secolo; mentre Parigi (di origine romana) che nel 1400 contava 275.000 abitanti, subì un brusco calo e nel secolo successivo contava 185.000 ab. (Parigi e Napoli divennero veri e propri punti di riferimento per il continente). Altre città che in passato erano molto abitate, come Costantinopoli o Roma, persero una buona parte della loro popolazione.

### La rivoluzione demografica
Sul finire del XVI secolo si vive in Europa una vera rivoluzione demografica e urbana, spinta principalmente dall'incremento del commercio internazionale. Città come Barcellona, Valencia, Genova, Lisbona, Londra, Rotterdam, Siviglia, Palermo e Venezia si svilupparono a partire dai loro porti. Il XIX secolo fu caratterizzato da una crescita senza precedenti di Parigi, Londra, Napoli e varie città tedesche (Parigi e Londra superarono i 500.000 abitanti, mentre Napoli contava più di 440.000 ab.).
Durante il XX secolo, il continente sperimenta i maggiori contrasti nello sviluppo delle sue aree urbane, che va dalla devastazione pianificata di varie città (principalmente in Germania), durante la seconda guerra mondiale, fino all'intensa crescita di numerose altre città e la loro espansione verso le campagne.
Da notare che all'inizio del XX secolo le maggiori città del mondo erano le europee; all'inizio del XXI secolo, solo Mosca (7º) ed Istanbul (9º, compresa però la parte asiatica della città) figurano tra le prime 10 città al mondo per popolazione, nessuna quindi dell'Unione europea (Londra è al 20º posto).

### URBAN
La maggioranza dei cittadini dell'Unione europea (UE) vive in zone urbane. Le città europee devono fare i conti con numerosi problemi sociali, ambientali ed economici.
L'Unione europea ha lanciato il Progetto URBAN. L'obiettivo di questa iniziativa è quello di rivitalizzare quelle città che si stavano spopolando e promuovere il loro sviluppo urbano. Durante il Piano Urbano I (1994-1999), sono stati finanziati programmi in 118 zone urbane. Il contributo comunitario è stato di circa 900 milioni di euro, finanziamenti che hanno permesso un miglioramento della qualità della vita di più di tre milioni di abitanti in tutto il continente.
Il progetto URBAN II, che ha coperto il periodo 2000-2006, è stato finanziato dal Fondo Europeo per lo Sviluppo Regionale. URBAN II si è occupato di 70 zone con numerose problematiche, attraverso finanziamenti totali di 728,3 milioni di euro.

## Definizioni

### Eurostat
Eurostat definisce differenti classificazioni e tipologie per i territori dell'Unione europea:
- City (codice "C") – una città è una Local Administrative Unit (LAU) nella quale la maggioranza della popolazione vive in un centro urbano di almeno 50.000 abitanti;[4]
- Greater city (codice "K") – una città più grande è un'approssimazione del centro urbano quando questo si estende oltre i limiti amministrativi della città (LAU);[5]
- Functional Urban Area (FUA, codice "L") – un'area urbana funzionale consiste nella "City" e nella sua "commuting zone" (zona di pendolarismo), in precedenza questa era conosciuta col nome di Larger Urban Zone (LUZ);[6]
- Metropolitan regions (codice "M") – le regioni metropolitane sono regioni di livello NUTS 3 o gruppi di esse che rappresentano tutte le agglomerazioni di almeno 250.000 abitanti; queste regioni sono approssimazioni delle FUAs/LUZs e sono state identificate per facilitarne la comparazione con le regioni metropolitane definite dall'OECD.[7]

Con City e Greater city, Eurostat definisce e delimita l'agglomerazione, city se questa è ricompresa nella LAU e greater city se questa si estende su più LAU (ad esempio, per l'Italia, la greater city è definita solo per Milano e Napoli).
Con FUA e Metropolitan region, Eurostat definisce e delimita l'area metropolitana, una differenza è che le prime sono definite a partire dalle LAU 2 mentre le seconde a partire dalle NUTS 3 (ad esempio, per l'Italia, sono definite 84 FUA di più di 55.000 abitanti – di cui 25 di più di 250.000 abitanti – e 21 Metro regions di più di 250.000 abitanti).
Una Urban area (area urbana) è definita da Eurostat come la somma di "City" (area densamente urbanizzata, più del 50% della popolazione vive nell'area urbanizzata) e di "Town or suburb" (area mediamente urbanizzata, meno del 50% della popolazione vive nell'area urbanizzata).

### OECD
L'OECD, in collaborazione con Eurostat da sviluppato una definizione armonizzata di aree urbane. Questa definizione è applicata ai 30 paesi membri dell'OECD ed idenfifica 1.179 Functional Urban Areas (FUA) di differenti dimensioni. Il termine Metropolitan areas è impiegato per le 281 Functional Urban Areas con una popolazione superiore a 500.000 abitanti.
Le Functional Urban Areas sono classificate in base alla loro dimensione:
- Small urban areas - Small FUAs, con una popolazione inferiore a 200.000 abitanti (ma superiore a 50.000 abitanti);
- Medium-sized urban areas - Medium-sized FUAs, con una popolazione tra 200.000 e 500.000 abitanti;
- Metropolitan areas - Metropolitan FUAs, con una popolazione tra 500.000 e 1,5 milioni di abitanti;
- Large metropolitan areas - Large Metropolitan FUAs, con una popolazione superiore a 1,5 milioni di abitanti.

Ad esempio, per l'Italia, l'OECD definisce 83 Functional urban areas: 4 Large metropolitan areas (Milano, Roma, Napoli e Torino), 18 Metropolitan areas, 43 Medium-sized urban areas e 18 Small urban areas.
Le Metropolitan regions di Eurostat e le Metropolitan areas dell'OECD sono sostanzialmente simili, esse sono ricavate a partire dalle delimitazioni NUTS 3 e TL3.

### UN DESA
L'UN DESA pubblica periodicamente dei World Population Prospects, nei quali analizza e descrive la popolazione (urbana o rurale) e l'urbanizzazione mondiale e gli andamenti di queste negli anni passati e in futuro. In particolare definisce tre tipi di aree urbane:
- Urban agglomeration: un'agglomerazione urbana è un tipo di insediamento urbano definito di fatto dalla popolazione all'interno di un territorio contiguo abitato a livelli di densità urbana, senza riguardo ai confini amministrativi. Solitamente essa incorpora la popolazione in una città o in una cittadina più quella nelle aree suburbane che si trovano all'esterno, ma che sono adiacenti ai confini della città.
- Metropolitan area: un'area metropolitana è un tipo di insediamento urbano definito da contigui territori abitati a livelli urbani di densità abitativa e da ulteriori aree circostanti di densità di insediamento inferiore che sono anche sotto l'influenza diretta della città (ad esempio, attraverso trasporti frequenti, collegamenti stradali, servizi di pendolarismo ecc.).
- City proper: la città (propriamente detta) è un tipo di insediamento urbano definito in base a confini legali/politici e ad uno status urbano riconosciuto dal punto di vista amministrativo, che è solitamente caratterizzato da una qualche forma di governo locale.
- Capital cities: la città capitale è la designazione di una qualsiasi specifica città come capitale, essa viene effettuata esclusivamente sulla base della designazione riportata dal paese o area. La città può essere la sede del governo come determinato dal paese. Pochi paesi designano più di una città per essere una capitale con una specifica funzione di titolo (ad esempio, capitale amministrativa e/o legislativa).

## Lista di aree urbane
Nella tabella seguente sono riportate – in ordine alfabetico e per Paese – le principali aree urbane (agglomerazione e conurbazione) europee (Europa ai sensi del geoschema delle Nazioni Unite); sono evidenziate in argento le aree all'esterno degli stati membri dell'Unione europea.
| Paese              | Area urbana                                                              | (Greater) City (Eurostat)                                                | City area (OECD 2014)                                                    | Urban Agglo (UN DESA 2018)                                               |
| ------------------ | ------------------------------------------------------------------------ | ------------------------------------------------------------------------ | ------------------------------------------------------------------------ | ------------------------------------------------------------------------ |
| Austria            | Vienna                                                                   | 1 766 746                                                                | 1 789 588                                                                | 1 901 000                                                                |
| Belgio             | Anversa                                                                  | 517 731                                                                  | 508 167                                                                  | 1 032 000                                                                |
| Belgio             | Bruxelles                                                                | 1 201 129                                                                | 1 167 508                                                                | 2 050 000                                                                |
| Belgio             | Liegi                                                                    | 382 488                                                                  | 380 174                                                                  | 673 000                                                                  |
| Bielorussia        | Homel'                                                                   |                                                                          |                                                                          | 547 000                                                                  |
| Bielorussia        | Minsk                                                                    |                                                                          |                                                                          | 2 005 000                                                                |
| Bulgaria           | Sofia                                                                    | 1 231 981                                                                |                                                                          | 1 272 000                                                                |
| Croazia            | Zagabria                                                                 | 801 349                                                                  |                                                                          | 686 000                                                                  |
| Danimarca          | Copenaghen                                                               | 559 440                                                                  | 1 219 803                                                                | 1 321 000                                                                |
| Finlandia          | Helsinki                                                                 | 1 122 101K                                                               | 1 041 177                                                                | 1 279 000                                                                |
| Francia            | Bordeaux                                                                 | 753 601                                                                  | 735 632                                                                  | 945 000                                                                  |
| Francia            | Douai - Lens                                                             | 392 709                                                                  |                                                                          | 502 000                                                                  |
| Francia            | Grenoble                                                                 | 409 490                                                                  | 401 759                                                                  | 522 000                                                                  |
| Francia            | Lilla                                                                    | 1 133 920                                                                | 1 123 348                                                                | 1 054 000                                                                |
| Francia            | Lione                                                                    | 1 351 078                                                                | 1 331 506                                                                | 1 690 000                                                                |
| Francia            | Marsiglia - Aix-en-Provence                                              | 1 417 023                                                                | 1 538 448                                                                | 1 599 000                                                                |
| Francia            | Nantes                                                                   | 619 240                                                                  | 600 265                                                                  | 662 000                                                                  |
| Francia            | Nizza                                                                    | 521 504                                                                  | 865 195                                                                  | 942 000                                                                  |
| Francia            | Parigi                                                                   | 6 754 282K                                                               | 9 532 016                                                                | 10 901 000                                                               |
| Francia            | Rouen                                                                    | 489 923                                                                  | 500 068                                                                  | 469 000                                                                  |
| Francia            | Tolone                                                                   | 427 839                                                                  | 429 489                                                                  | 575 000                                                                  |
| Francia            | Tolosa                                                                   | 746 919                                                                  | 741 554                                                                  | 997 000                                                                  |
| Germania           | Amburgo                                                                  | 1 787 408                                                                | 1 719 431                                                                | 1 793 000                                                                |
| Germania           | Berlino                                                                  | 3 520 031                                                                | 3 467 616                                                                | 3 552 000                                                                |
| Germania           | Brema                                                                    | 557 464                                                                  | 546 118                                                                  | 563 000                                                                  |
| Germania           | Colonia                                                                  | 1 060 582                                                                | 1 147 626                                                                | 1 096 000                                                                |
| Germania           | Dortmund (Ruhrgebiet)                                                    | 586 181                                                                  | 563 754                                                                  | 589 000                                                                  |
| Germania           | Dresda                                                                   | 543 825                                                                  | 536 581                                                                  | 563 000                                                                  |
| Germania           | Duisburg (Ruhrgebiet)                                                    | 491 231                                                                  | 578 172                                                                  | 506 000                                                                  |
| Germania           | Düsseldorf                                                               | 612 178                                                                  | 750 437                                                                  | 625 000                                                                  |
| Germania           | Essen (Ruhrgebiet)                                                       | 582 624                                                                  | 668 862                                                                  | 584 000                                                                  |
| Germania           | Francoforte sul Meno                                                     | 732 688                                                                  | 891 166                                                                  | 760 000                                                                  |
| Germania           | Hannover                                                                 | 532 163                                                                  | 507 261                                                                  | 536 000                                                                  |
| Germania           | Lipsia                                                                   | 560 472                                                                  | 516 063                                                                  | 579 000                                                                  |
| Germania           | Monaco di Baviera                                                        | 1 450 381                                                                | 1 439 879                                                                | 1 504 000                                                                |
| Germania           | Norimberga                                                               | 509 975                                                                  | 610 326                                                                  | 512 000                                                                  |
| Germania           | Ruhrgebiet (conurbazione)                                                | 5 109 253K                                                               |                                                                          |                                                                          |
| Germania           | Stoccarda                                                                | 623 738                                                                  | 767 612                                                                  | 630 000                                                                  |
| Grecia             | Atene                                                                    | 2 641 511K                                                               | 2 715 595                                                                | 3 156 000                                                                |
| Grecia             | Salonicco                                                                | 315 196                                                                  | 296 696                                                                  | 811 000                                                                  |
| Irlanda            | Dublino                                                                  | 1 325 700K                                                               | 1 367 174                                                                | 1 201 000                                                                |
| Italia             | Bari                                                                     | 323 370                                                                  | 335 753                                                                  | 1 221 291                                                                |
| Italia             | Bologna                                                                  | 389 261                                                                  | 371 373                                                                  | 720 000                                                                  |
| Italia             | Catania                                                                  | 311 620                                                                  | 288 373                                                                  | 1 070 000                                                                |
| Italia             | Firenze                                                                  | 380 948                                                                  | 358 670                                                                  | 707 000                                                                  |
| Italia             | Genova                                                                   | 580 097                                                                  | 579 129                                                                  | 686 000                                                                  |
| Italia             | Milano                                                                   | 2 106 356K                                                               | 2 100 880                                                                | 3 132 000                                                                |
| Italia             | Napoli                                                                   | 2 101 002K                                                               | 2 107 827                                                                | 3 107 827                                                                |
| Italia             | Palermo                                                                  | 668 405                                                                  | 649 056                                                                  | 1 197 231                                                                |
| Italia             | Roma                                                                     | 2 872 800                                                                | 2 872 800                                                                | 4 210 000                                                                |
| Italia             | Torino                                                                   | 882 523                                                                  | 882 523                                                                  | 1 786 000                                                                |
| Italia             | Venezia                                                                  | 261 321                                                                  | 258 517                                                                  | 635 000                                                                  |
| Lettonia           | Riga                                                                     | 641 201                                                                  |                                                                          | 637 000                                                                  |
| Lituania           | Vilnius                                                                  | 543 493                                                                  |                                                                          | 536 000                                                                  |
| Macedonia del Nord | Skopje                                                                   |                                                                          |                                                                          | 584 000                                                                  |
| Moldavia           | Chișinău                                                                 |                                                                          |                                                                          | 510 000                                                                  |
| Norvegia           | Oslo                                                                     | 623 966                                                                  | 632 540                                                                  | 1 012 000                                                                |
| Paesi Bassi        | Amsterdam (Randstad)                                                     | 810 938                                                                  | 1 710 959                                                                | 1 132 000                                                                |
| Paesi Bassi        | L'Aia (Randstad)                                                         | 508 940                                                                  | 717 578                                                                  | 685 000                                                                  |
| Paesi Bassi        | Rotterdam (Randstad)                                                     | 618 357                                                                  | 881 889                                                                  | 1 008 000                                                                |
| Paesi Bassi        | Utrecht (Randstad)                                                       | 328 164                                                                  | 339 444                                                                  | 528 000                                                                  |
| Polonia            | Bydgoszcz - Toruń                                                        | 560 810                                                                  |                                                                          | 553 562                                                                  |
| Polonia            | Breslavia                                                                | 634 487                                                                  | 628 099                                                                  | 640 000                                                                  |
| Polonia            | Cracovia                                                                 | 761 873                                                                  | 752 671                                                                  | 767 000                                                                  |
| Polonia            | Danzica                                                                  | 461 489                                                                  | 699 914                                                                  | 465 000                                                                  |
| Polonia            | Górnośląski Związek Metropolitalny (conurbazione)                        | 1 893 271K                                                               |                                                                          |                                                                          |
| Polonia            | Katowice                                                                 | 301 834                                                                  | 1 454 214                                                                |                                                                          |
| Polonia            | Łódź                                                                     | 706 004                                                                  | 784 808                                                                  | 688 000                                                                  |
| Polonia            | Poznań                                                                   | 545 680                                                                  | 547 424                                                                  | 536 000                                                                  |
| Polonia            | Varsavia                                                                 | 1 735 442                                                                | 1 720 167                                                                | 1 768 000                                                                |
| Portogallo         | Lisbona                                                                  | 1 842 352K                                                               | 2 416 489                                                                | 2 927 000                                                                |
| Portogallo         | Porto                                                                    | 948 613K                                                                 | 1 069 653                                                                | 1 307 000                                                                |
| Regno Unito        | Belfast (Greater Belfast)                                                | 479 936K                                                                 |                                                                          | 623 000                                                                  |
| Regno Unito        | Birmingham (West Midlands)                                               | 1 132 600                                                                | 1 717 445                                                                | 2 570 000                                                                |
| Regno Unito        | Bradford (West Yorkshire)                                                | 533 670                                                                  | 551 565                                                                  |                                                                          |
| Regno Unito        | Bristol                                                                  | 457 609                                                                  | 445 302                                                                  | 671 000                                                                  |
| Regno Unito        | Edimburgo (City of)                                                      | 510 190                                                                  | 517 587                                                                  | 525 000                                                                  |
| Regno Unito        | Glasgow City (Greater Glasgow)                                           | 996 545K                                                                 | 611 023                                                                  | 1 661 000                                                                |
| Regno Unito        | Leeds (West Yorkshire)                                                   | 782 967                                                                  | 1 099 369                                                                | 1 864 000                                                                |
| Regno Unito        | Leicester                                                                | 506 309K                                                                 | 498 974                                                                  | 543 000                                                                  |
| Regno Unito        | Liverpool                                                                | 1 413 990K                                                               | 755 350                                                                  | 893 000                                                                  |
| Regno Unito        | Londra (Greater London Built-Up Area)                                    | 8 797 330K                                                               | 9 942 283                                                                | 9 046 000                                                                |
| Regno Unito        | Manchester (Greater Manchester Built-up Area)                            | 2 789 822K                                                               | 1 724 572                                                                | 2 690 000                                                                |
| Regno Unito        | Newcastle upon Tyne (Tyneside)                                           | 294 778                                                                  | 699 831                                                                  | 801 000                                                                  |
| Regno Unito        | Nottingham (Greater Nottingham)                                          | 671 930K                                                                 | 655 017                                                                  | 775 000                                                                  |
| Regno Unito        | Sheffield                                                                | 575 920                                                                  | 839 915                                                                  | 720 000                                                                  |
| Regno Unito        | Southampton/Portsmouth (South Hampshire)                                 | 921 414K                                                                 | 532 254                                                                  | 912 000                                                                  |
| Regno Unito        | Tyneside conurbation (Newcastle upon Tyne)                               | 850 700K                                                                 |                                                                          | 801 000                                                                  |
| Regno Unito        | West Midlands urban area (Birmingham)                                    | 2 527 245K                                                               |                                                                          | 2 570 000                                                                |
| Rep. Ceca          | Praga                                                                    | 1 267 449                                                                | 1 332 187                                                                | 1 292 000                                                                |
| Romania            | Bucarest                                                                 | 2 107 399                                                                |                                                                          | 1 821 000                                                                |
| Russia europea     | Astrachan'                                                               |                                                                          |                                                                          | 535 000                                                                  |
| Russia europea     | Iževsk                                                                   |                                                                          |                                                                          | 651 000                                                                  |
| Russia europea     | Jaroslavl'                                                               |                                                                          |                                                                          | 612 000                                                                  |
| Russia europea     | Kazan'                                                                   |                                                                          |                                                                          | 1 254 000                                                                |
| Russia europea     | Kirov                                                                    |                                                                          |                                                                          | 508 000                                                                  |
| Russia europea     | Krasnodar                                                                |                                                                          |                                                                          | 918 000                                                                  |
| Russia europea     | Lipeck                                                                   |                                                                          |                                                                          | 511 000                                                                  |
| Russia europea     | Machačkala                                                               |                                                                          |                                                                          | 598 000                                                                  |
| Russia europea     | Mosca                                                                    |                                                                          |                                                                          | 12 410 000                                                               |
| Russia europea     | Naberežnye Čelny                                                         |                                                                          |                                                                          | 534 000                                                                  |
| Russia europea     | Nižnij Novgorod                                                          |                                                                          |                                                                          | 1 264 000                                                                |
| Russia europea     | Orenburg                                                                 |                                                                          |                                                                          | 568 000                                                                  |
| Russia europea     | Penza                                                                    |                                                                          |                                                                          | 525 000                                                                  |
| Russia europea     | Perm'                                                                    |                                                                          |                                                                          | 1 062 000                                                                |
| Russia europea     | Rjazan'                                                                  |                                                                          |                                                                          | 541 000                                                                  |
| Russia europea     | Rostov sul Don                                                           |                                                                          |                                                                          | 1 134 000                                                                |
| Russia europea     | Samara                                                                   |                                                                          |                                                                          | 1 171 000                                                                |
| Russia europea     | San Pietroburgo                                                          |                                                                          |                                                                          | 5 383 000                                                                |
| Russia europea     | Saratov                                                                  |                                                                          |                                                                          | 847 000                                                                  |
| Russia europea     | Togliatti                                                                |                                                                          |                                                                          | 708 000                                                                  |
| Russia europea     | Ufa                                                                      |                                                                          |                                                                          | 1 129 000                                                                |
| Russia europea     | Ul'janovsk                                                               |                                                                          |                                                                          | 627 000                                                                  |
| Russia europea     | Volgograd                                                                |                                                                          |                                                                          | 1 014 000                                                                |
| Russia europea     | Voronež                                                                  |                                                                          |                                                                          | 1 056 000                                                                |
| Serbia             | Belgrado (Grad Beograd)                                                  |                                                                          |                                                                          | 1 389 000                                                                |
| Spagna             | Alicante - Elche                                                         | 558 184                                                                  | 558 663                                                                  | 691 675                                                                  |
| Spagna             | Barcellona                                                               | 5 624 554K                                                               | 5 907 911                                                                | 5 894 000                                                                |
| Spagna             | Bilbao                                                                   | 990 689K                                                                 | 993 227                                                                  | 1 021 300                                                                |
| Spagna             | Madrid                                                                   | 6 278 277K                                                               | 6 864 307                                                                | 7 097 000                                                                |
| Spagna             | Malaga - Marbella                                                        | 809 753                                                                  | 1 288 758                                                                | 1 290 172                                                                |
| Spagna             | Murcia - Cartagena                                                       | 655 762                                                                  | 657 420                                                                  | 703 177                                                                  |
| Spagna             | Saragozza                                                                | 761 108                                                                  | 782 100                                                                  | 784 000                                                                  |
| Spagna             | Siviglia                                                                 | 1 579 806K                                                               | 1 589 746                                                                | 1 580 706                                                                |
| Spagna             | Valencia                                                                 | 1 688 368K                                                               | 1 808 885                                                                | 2 030 864                                                                |
| Svezia             | Göteborg                                                                 | 520 374                                                                  | 504 524                                                                  | 596 000                                                                  |
| Svezia             | Stoccolma                                                                | 1 689 952K                                                               | 1 501 239                                                                | 1 583 000                                                                |
| Svizzera           | Basilea                                                                  | 319 220K                                                                 | 166 021                                                                  | 552 000                                                                  |
| Svizzera           | Ginevra                                                                  | 370 858K                                                                 | 274 503                                                                  | 599 000                                                                  |
| Svizzera           | Zurigo                                                                   | 635 060K                                                                 | 370 861                                                                  | 1 371 000                                                                |
| Ucraina            | Charkiv                                                                  |                                                                          |                                                                          | 1 436 000                                                                |
| Ucraina            | Dnipro                                                                   |                                                                          |                                                                          | 969 000                                                                  |
| Ucraina            | Donec'k                                                                  |                                                                          |                                                                          | 919 000                                                                  |
| Ucraina            | Kiev                                                                     |                                                                          |                                                                          | 2 957 000                                                                |
| Ucraina            | Kryvyj Rih                                                               |                                                                          |                                                                          | 629 000                                                                  |
| Ucraina            | Leopoli                                                                  |                                                                          |                                                                          | 727 000                                                                  |
| Ucraina            | Odessa                                                                   |                                                                          |                                                                          | 1 011 000                                                                |
| Ucraina            | Zaporižžja                                                               |                                                                          |                                                                          | 745 000                                                                  |
| Ungheria           | Budapest                                                                 |                                                                          |                                                                          | 1 759 000                                                                |
| Paese              | Area urbana                                                              | (Greater) City (Eurostat)                                                | City area (OECD 2014)                                                    | Urban Agglo (UN DESA 2018)                                               |
| Note               | I dati Eurostat sono riferiti all'ultimo anno disponible. K Greater city | I dati Eurostat sono riferiti all'ultimo anno disponible. K Greater city | I dati Eurostat sono riferiti all'ultimo anno disponible. K Greater city | I dati Eurostat sono riferiti all'ultimo anno disponible. K Greater city |